# Гробниця Цицерона
Гробниця Цицерона — одна з найбільш значущих пам'яток міста Формія і розташована вздовж Аппієвої дороги в напрямку Риму (км. 139). Мавзолей датується епохою Августа, і приписування місця поховання Цицерону досі залишається невизначеним, навіть якщо деякі підказки підтверджують цю гіпотезу. Одним із них є наявність однієї з його великих вілл у цьому районі, величезні розміри похоронного пам'ятника та той факт, що в 43 році до нашої ери Цицерон помер там.

## Розташування
Мавзолей Цицерона який також називають Гробницею Цицерона, датується епохою Августа і розташований на околиці, у так званому районі «Ачервара», прямо вздовж Аппієвої дороги, ця остання надає слави самому місту.

## Архітектура і структура
Загальна висота гробниці Цицерона становить 24 метри; вона складається з квадратної основи 18 метрів у кожну сторону, увінчаної циліндричною вежею, кам'яними кільцями, покритими мармуровими плитами. Функція цієї вежі, швидше за все, полягала лише в тому, щоб збільшити розмір і видимість пам'ятника. Усередині великої квадратної основи розташована велика циркульна похоронна камера, перекрита кільцевим склепінням і оточена шістьма нішами по периметру. Вежа має круглу форму і стоїть на двох рядах кам'яних сходів, на яких покладено квадратний цементований камінь висотою 50 футів, зовнішній фасад якого складається з вапнякових блоків. Колись вежа була покрита мармуром і мала висоту близько 24 метрів. Внутрішня частина, як і вежа, також має круговий план: вона була поділена на п'ять зон, де передбачалося розташувати статуї та інші об'єкти.

## Інтер'єр і територія
У центрі камери також розташований кам'яний пілон. Натомість вежа складається з одного високого склепіння, яке стоїть на стовпі. Це було б природним продовженням розташованого нижче пілона, який підтримує всю конструкцію. Територія навколо додає ще більшої вражальності монументу, висота якого вже становить 24 метри. Цей квадратний простір фактично має сторону Аппія довжиною 80 метрів і глибиною 70 метрів з двома бічними дверима, які все ще видно сьогодні; відвідувач залишається в захопленні від масивності гробниці, яка спочатку мала квадратний перший поверх і циліндричний другий поверх. Західні бічні двері наразі добре збереглися та містять особливу «еллінську» красу, як це видно на двох опублікованих фотографіях. Натомість двері зі східного боку, навіть повні в елементах, не були перекомпоновані? 50-60-ті роки, коли глобальна територія була відновлена. Архітрав був знайдений у більшій кількості частин, і з цієї причини було неможливо відтворити оригінальне розташування воріт. Останні три фотографії показують фактичне розташування східної брами з її розрізненими частинами на периметральній стіні «opus incertum», здебільшого перебудованій під час вже згаданої реставрації. З Аппієвої дороги, якщо уважно придивитися, можна побачити ділянку асфальтованої дороги з вапняковими плитами шириною понад два метри, яка ніби вказує на узбережжя Віндісіо.

## Історія володіння
До 1938 року Могила Цицерона була доступна для всіх приватних громадян території. Історія публічного придбання цього надзвичайного місця, хоч і супроводжується численними документами, досить складна. Все почалося в 1887 році, коли мер Формії Паскуале Спіна доручив інженеру Еразмо Джанаттазіо оцінити місце, включаючи всю прилеглу територію поховання, щоб викупити його у справжнього власника. У той час була зроблена спроба виставити його на продаж, щоб переконати пана Еразмо Скарпато, сина пана Антоніо Скарпато, який жив у Формії, власником землі навколо гробниці Цицерона, розташованої в районі «Вендіце». У звіті пана Еразмо Джанаттасіо весь комплекс оцінювався в 5840 лір, що, однак, не вважалося власником Еразмо Скарпато відповідним. Насправді в досьє згадується майно, яке належить братам Еразмо та Джованні Скарпато, обидва громадяни Формії. Однак в інших документах майно згадується лише про Еразмо Скарпато. Тому переговори припинилися лише на деякий час і продовжилися лише у 1896 році, коли пан Паскуале Окканья, адвокат Еразмо Скарпато, у листі від 12 липня 1896 року спробував знову відкрити питання про передачу власності муніципалітету Форміа, на водночас вимагаючи відповідного збільшення початкової пропозиції. Лист Паскуале Окканьї не було виконано з кількох причин: інші мери змінили Паскуале Спіна, але вони не дуже займалися проблемою, частково через війну, і тому лише в 1930 році мер Феліче Тонетті, завдяки своїй дружбі з директором Археологічного музею Неаполя Амедео Майурі вдався до низки заходів, які безпосередньо призвели до процедури експропріації відповідної землі, яка тим часом була передана іншим спадкоємцям. Зокрема, Мавзолей став власністю пана Ді Красто Космо, сина Сальваторе Ді Красто, тоді як навколишня похоронна зона, розділена на різні інші зони, належала іншим громадянам Гаета.